# Relaciones Azerbaiyán-Liechtenstein
Las relaciones Azerbaiyán-Liechtenstein son las relaciones diplomáticas entre Azerbaiyán y Liechtenstein. Las relaciones bilaterales entre los dos países se establecieron el 21 de enero de 1992.